# Закобяйкино
Закобяйкино — деревня в Вологодском районе Вологодской области.
Входит в состав Марковского сельского поселения, с точки зрения административно-территориального деления — в Марковский сельсовет.
Расстояние по автодороге до районного центра Вологды — 24 км, до центра муниципального образования Васильевского — 2 км. Ближайшие населённые пункты — Калинкино, Бурдуково, Яковлево, Васильевское, Бурдуково, Никулино.
По переписи 2002 года население — 2 человека.